# فهرست برندگان جایزه نوبل
جوایز نوبل (به سوئدی: Nobelpriset،  به نروژی: Nobelprisen) جوایزی هستند که هر ساله توسط فرهنگستان پادشاهی علوم سوئد، مؤسسه کارولینسکا و کمیته نوبل نروژ به افراد و سازمان‌هایی اهدا می‌شوند که در زمینه‌های شیمی، فیزیک، ادبیات، صلح و فیزیولوژی یا پزشکی سهم بسزایی دارند. این جوایز بنا بر وصیت‌نامه سال ۱۸۹۵ آلفرد نوبل برای مشارکت‌های برجسته در زمینه‌های یادشده اهدا می‌شود و جایزه یادبود نوبل علوم اقتصادی در سال ۱۹۶۸ هم توسط بانک مرکزی سوئد، برای کمک به حوزه اقتصاد ایجاد شد. هر جایزهٔ نوبل شامل یک مدال طلا، یک دیپلم افتخار و جایزهٔ نقدی است که در طول سال‌های مختلف مقدار آن متفاوت بوده‌است؛ بطوریکه در سال ۲۰۱۷، به برگزیدگان جوایز مبلغ ۹٬۰۰۰٬۰۰۰ کرون (معادل ۱٬۰۰۰٬۰۰۰ دلار آمریکا) اهدا شد.

## جایزه

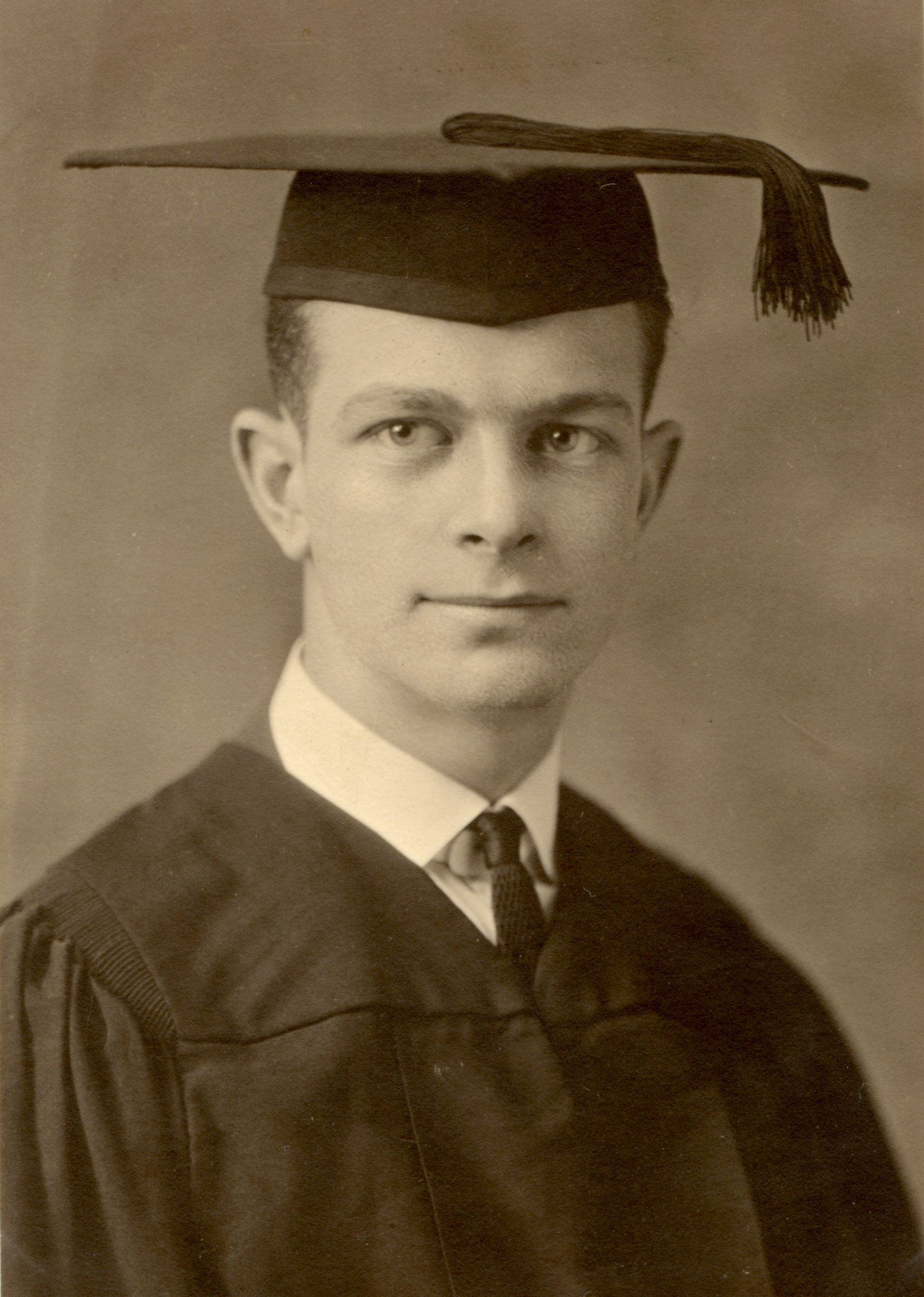
لینوس پاولینگ برنده جایزه نوبل شیمی (۱۹۵۴) و صلح (۱۹۶۲)

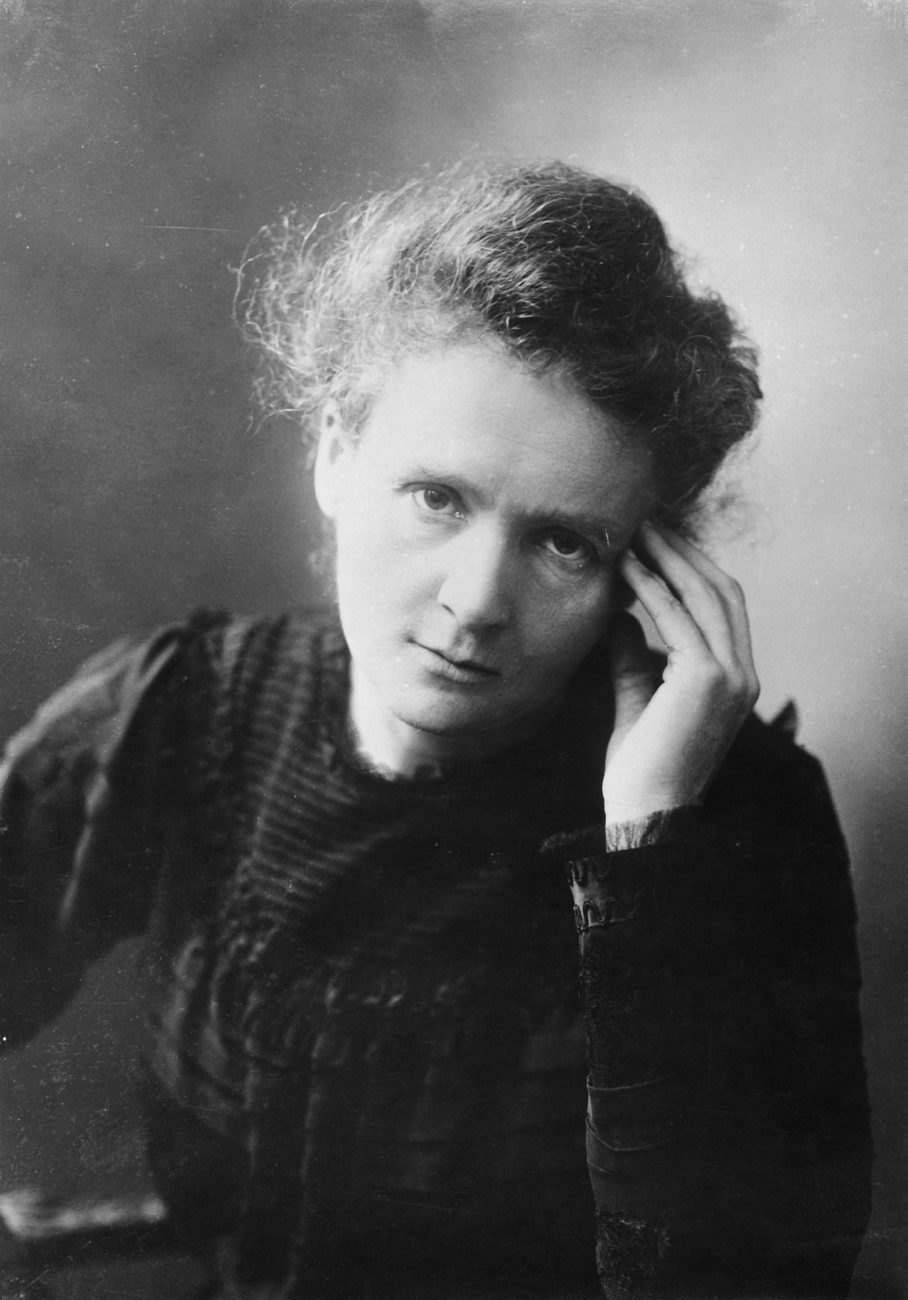
ماری کوری برنده نوبل شیمی (۱۹۱۱) و فیزیک (۱۹۰۳)

هر جایزه توسط یک گروه جداگانه اهدا می‌شود. فرهنگستان پادشاهی علوم سوئد جوایز فیزیک، شیمی و اقتصاد را اعطا می‌کند، مؤسسه کارولینسکا جوایز فیزیولوژی یا پزشکی را اعطاء کرده و کمیته نوبل نروژ، جوایز صلح را به برگزیدگان اهدا می‌نماید. هر برنده مدال، دیپلم و جایزه‌ای نقدی دریافت می‌کند که در طول سالها متفاوت بوده‌است. در سال ۱۹۰۱، به دریافت کنندگان اولین جوایز نوبل مبلغ ۱۵۰٬۷۸۲ کرون اهدا شد (معادل آن در دسامبر ۲۰۰۷ برابر با ۷٬۷۳۱٬۰۰۴ کرون است). در سال ۲۰۱۷، به برگزیدگان جوایزی به مبلغ ۹٬۰۰۰٬۰۰۰ کرون اهدا شد. این جوایز در یک مراسم سالانه در ۱۰ دسامبر، مصادف با سالگرد درگذشت آلفرد نوبل در استکهلم اهدا می‌شود.
در سال‌هایی که به دلیل وقایع خارجی یا عدم نامزدی جایزه نوبل به کسی تعلق نمی‌گیرد، مبلغ جایزه به کمیته‌های وابسته به همان جایزه برگردانده می‌شود. جایزه نوبل بین سال‌های ۱۹۴۰ و ۱۹۴۲ به دلیل پیش آمدن جنگ جهانی دوم اعطا نشده‌است.
بین سالهای ۱۹۰۱ تا ۲۰۱۷، جوایز نوبل و جایزه یادبود نوبل در علوم اقتصادی ۵۸۵ بار و به ۹۲۳ نفر و یا سازمان اهدا شده‌است. (برخی از برندگان جوایز نوبل بیش از یک بار برنده شده‌اند؛ تعداد اصلی برندگان۸۹۲ نفر (۸۴۴ مرد، ۴۸ زن) و ۲۴ سازمان است.) 
چهار برنده جایزه نوبل توسط دولت‌هایشان از دریافت جایزه نوبل منع گردیده‌اند. (آدولف هیتلر سه تبعهٔ آلمان، ریشارد کون (شیمی، ۱۹۳۸)، آدولف بوتنانت (شیمی، ۱۹۳۹) و گرهارد دماک (فیزیولوژی یا پزشکی، ۱۹۳۹) را از پذیرش جوایز نوبل‌شان منع کرد . دولت اتحاد جماهیر شوروی نیز باریس پاسترناک (ادبیات، ۱۹۵۸) را برای رد جایزه خود تخت فشار قرار داد)
دو برنده جایزه نوبل، ژان-پل سارتر (ادبیات، ۱۹۶۴) و له دوک تو (صلح، ۱۹۷۳) از پذیرش جایزه خودداری کردند. سارتر با رد همه افتخارات رسمی، این جایزه را رد کرد و له دوک تو به دلیل شرایطی که ویتنام در آن زمان داشت، این جایزه را نپذیرفت.

## اسامی برندگان
| سال  | فیزیک                                                             | شیمی                                                 | فیزیولوژی یا پزشکی                                            | ادبیات                             | صلح                                                               | اقتصاد                                             |
| ---- | ----------------------------------------------------------------- | ---------------------------------------------------- | ------------------------------------------------------------- | ---------------------------------- | ----------------------------------------------------------------- | -------------------------------------------------- |
| ۱۹۰۱ | ویلهلم رونتگن                                                     | یاکوبوس هنریکوس وانت‌هوف                              | امیل آدولف فون برینگ                                          | سولی پرودوم                        | آنری دونان فردریک پسی                                             | —                                                  |
| ۱۹۰۲ | هندریک لورنتز پیتر زیمان                                          | هرمان امیل فیشر                                      | رونالد راس                                                    | تئودور مومسن                       | الی دوکامن چارلز آلبرت گوبات                                      | —                                                  |
| ۱۹۰۳ | آنری بکرل پیر کوری ماری کوری                                      | سوانت آرنیوس                                         | نیلز ریبرگ فینسن                                              | بیورنستیرنه بیورنسون               | رندال کرمر                                                        | —                                                  |
| ۱۹۰۴ | لرد ریلی                                                          | ویلیام رمزی                                          | ایوان پاولف                                                   | فردریک میسترال خوزه اچه‌خارای       | انستیتوی حقوق بین‌الملل                                            | —                                                  |
| ۱۹۰۵ | فیلیپ لنارت                                                       | آدولف فون بایر                                       | روبرت کخ                                                      | هنریک سینکیه‌ویچ                    | برتا سوتنر                                                        | —                                                  |
| ۱۹۰۶ | جوزف جان تامسون                                                   | آنری مواسان                                          | کامیلو گلجی سانتیاگو رامون کاخال                              | جوسوئه کاردوچی                     | تئودور روزولت                                                     | —                                                  |
| ۱۹۰۷ | آلبرت آبراهام مایکلسون                                            | ادوارد بوخنر                                         | شارل لاورن                                                    | رودیارد کیپلینگ                    | ارنستو مونتا لویی رنو                                             | —                                                  |
| ۱۹۰۸ | گابریل لیپمن                                                      | ارنست رادرفورد                                       | ایلیا مچنیکو پاول ارلیش                                       | رودولف کریستف یوکن                 | کلاس آرنولدسون فردریک بایر                                        | —                                                  |
| ۱۹۰۹ | کارل فردیناند براون گولیلمو مارکونی                               | ویلهلم اوستوالد                                      | امیل تئودور کوخر                                              | سلما لاگرلوف                       | اگوست برنارت پل دو کونستنت                                        | —                                                  |
| ۱۹۱۰ | یوهان دیدریک وان در والس                                          | اوتو والاخ                                           | آلبرشت کوسل                                                   | پاول هایزه                         | دفتر بین‌المللی صلح                                                | —                                                  |
| ۱۹۱۱ | ویلهلم وین                                                        | ماری کوری                                            | آلوار گالسترند                                                | موریس مترلینک                      | توبیاس آسر آلفرد فرید                                             | —                                                  |
| ۱۹۱۲ | گوستاف دالن                                                       | ویکتور گرینیارد پل ساباتیه                           | آلکسیس کارل                                                   | گرهارد هاوپتمان                    | الیو روت                                                          | —                                                  |
| ۱۹۱۳ | هایک کامرلینگ اونس                                                | آلفرد ورنر                                           | شارل ریشه                                                     | رابیندرانات تاگور                  | هنری لافونتن                                                      | —                                                  |
| ۱۹۱۴ | ماکس فون لائو                                                     | تئودور ویلیام ریچاردز                                | روبرت بارانی                                                  |                                    |                                                                   | —                                                  |
| ۱۹۱۵ | ویلیام هنری براگ ویلیام لورنس براگ                                | ریچارد ویلشتتر                                       |                                                               | رومن رولان                         |                                                                   | —                                                  |
| ۱۹۱۶ |                                                                   |                                                      |                                                               | ورنر فون هایدنشتام                 |                                                                   | —                                                  |
| ۱۹۱۷ | چارلز گلوور بارکلا                                                |                                                      |                                                               | کارل آدولف گیلروپ هنریک پونتوپیدان | کمیته بین‌المللی صلیب سرخ                                          | —                                                  |
| ۱۹۱۸ | ماکس پلانک                                                        | فریتس هابر                                           |                                                               |                                    |                                                                   | —                                                  |
| ۱۹۱۹ | یوهانس اشتارک                                                     |                                                      | جولیوس بردت                                                   | کارل اشپیتلر                       | توماس وودرو ویلسون                                                | —                                                  |
| ۱۹۲۰ | شارل ادوارد گیوم                                                  | والتر نرنست                                          | شاک کروگ                                                      | کنوت هامسون                        | لئون بورژوآ                                                       | —                                                  |
| ۱۹۲۱ | آلبرت اینشتین                                                     | فردریک سودی                                          |                                                               | آناتول فرانس                       | یالمار برانتینگ کریستیان لوس لانگه                                | —                                                  |
| ۱۹۲۲ | نیلز بور                                                          | فرانسیس ویلیام آستون                                 | آرچی‌بالد هیل اتو فریتز میرهوف                                 | خاسینتو بناونته                    | فریتیوف نانسن                                                     | —                                                  |
| ۱۹۲۳ | رابرت میلیکان                                                     | فریتس پرگل                                           | فردریک بنتینگ جان مکلید                                       | ویلیام باتلر ییتس                  |                                                                   | —                                                  |
| ۱۹۲۴ | کارل مان گیورگ سیگبن                                              |                                                      | ویلم اینتهوون                                                 | ووادیسواف ریمونت                   |                                                                   | —                                                  |
| ۱۹۲۵ | جیمز فرانک گوستاو هرتز                                            | ریچارد ژیگموندی                                      |                                                               | جرج برنارد شاو                     | آستن چیمبرلن چارلز گیتس دویز                                      | —                                                  |
| ۱۹۲۶ | ژان باتیست پرن                                                    | تئودور سودبرگ                                        | ژوهانس فیبیگر                                                 | گراتزیا دلدا                       | آریستی بریا گوستاف اشترزمان                                       | —                                                  |
| ۱۹۲۷ | آرتور هالی کامپتون چارلز تامسون ریس ویلسون                        | هاینریش اوتو ویلند                                   | یولیوس واگنر-یاورگ                                            | آنری برگسون                        | فردیناند بویسون لودویگ کویده                                      | —                                                  |
| ۱۹۲۸ | اون ویلانز ریچاردسون                                              | آدولف وینداوس                                        | شارل نیکول                                                    | سیگرید اوندست                      |                                                                   | —                                                  |
| ۱۹۲۹ | لویی دو بروی                                                      | آرتور هاردن هانس فون اویلر شلپین                     | کریستین ایجکمن فردریک گولاند هاپکینز                          | توماس مان                          | فرانک بی. کلاگ                                                    | —                                                  |
| ۱۹۳۰ | سی وی رامان                                                       | هانس فیشر                                            | کارل لندشتاینر                                                | سینکلر لوئیس                       | نیتن زودربلوم                                                     | —                                                  |
| ۱۹۳۱ |                                                                   | کارل بوش فریدریش برژیوس                              | اتو واربورگ                                                   | اریک آکسل کارلفلدت                 | جین آدامز نیکولاس موری باتلر                                      | —                                                  |
| ۱۹۳۲ | ورنر هایزنبرگ                                                     | ایروینگ لانگمویر                                     | چارلز شرینگتون ادگار آدریان                                   | جان گالزورثی                       |                                                                   | —                                                  |
| ۱۹۳۳ | اروین شرودینگر پل دیراک                                           |                                                      | توماس هانت مورگان                                             | ایوان بونین                        | نورمن آنجل                                                        | —                                                  |
| ۱۹۳۴ |                                                                   | هارولد یوری                                          | جرج ویپل جرج مینوت ویلیام مورفی                               | لوئیجی پیراندلو                    | آرتور هندرسون                                                     | —                                                  |
| ۱۹۳۵ | جیمز چدویک                                                        | فردریک ژولیو کوری ایرن ژولیو-کوری                    | هنس اسپمن                                                     |                                    | کارل فون اوسیتزکی                                                 | —                                                  |
| ۱۹۳۶ | ویکتور فرانتس هس کارل دیوید اندرسون                               | پیتر دبای                                            | هنری هلت دیل اتو لوی                                          | یوجین اونیل                        | کارلوس لاماس                                                      | —                                                  |
| ۱۹۳۷ | کلینتون دیویسون جرج پاجت تامسون                                   | نورمن هاورث پل کارر                                  | آلبرت سنت-گیورگی                                              | روژه مارتن دو گار                  | رابرت سیسیل                                                       | —                                                  |
| ۱۹۳۸ | انریکو فرمی                                                       | ریشارد کون                                           | کورنی هیمنس                                                   | پرل باک                            | دفتر بین‌المللی نانسن برای پناهندگان                               | —                                                  |
| ۱۹۳۹ | ارنست لارنس                                                       | آدولف بوتنانت لئوپولد روتسیکا                        | گرهارد دماک                                                   | فرانس امیل سیلانپا                 |                                                                   | —                                                  |
| ۱۹۴۰ |                                                                   |                                                      |                                                               |                                    |                                                                   | —                                                  |
| ۱۹۴۱ |                                                                   |                                                      |                                                               |                                    |                                                                   | —                                                  |
| ۱۹۴۲ |                                                                   |                                                      |                                                               |                                    |                                                                   | —                                                  |
| ۱۹۴۳ | اتو اشترن                                                         | گئورگ دو هوسی                                        | هنریک دام ادوارد دویسی                                        |                                    |                                                                   | —                                                  |
| ۱۹۴۴ | ایزیدور ایزاک رابی                                                | اتو هان                                              | جوزف ارلنگر هربرت اسپنسر گسر                                  | یوهانس ویلهلم ینسن                 | کمیته بین‌المللی صلیب سرخ                                          | —                                                  |
| ۱۹۴۵ | ولفگانگ پاولی                                                     | آرتوری ایلماری ویرتانن                               | الکساندر فلمینگ ارنست چین هاوارد فلری                         | گابریلا میسترال                    | کوردل هال                                                         | —                                                  |
| ۱۹۴۶ | پرسی ویلیام بریجمن                                                | جیمز بچلر سامنر جان هاوارد نورثروب وندل مردیت استنلی | هرمان جوزف مولر                                               | هرمان هسه                          | امیلی گرین بالچ جان مت                                            | —                                                  |
| ۱۹۴۷ | ادوارد ویکتور اپلتون                                              | رابرت رابینسون                                       | کارل فردیناند کوری گرتی کوری برناردو هوسای                    | آندره ژید                          | شورای خدمات دوستان کمیته آمریکایی خدمات دوستان                    | —                                                  |
| ۱۹۴۸ | پاتریک بلاکت                                                      | آرنه تیسلیوس                                         | پل هرمان مولر                                                 | تی. اس. الیوت                      | اعطا نشد.                                                         | —                                                  |
| ۱۹۴۹ | هیدکی یوکاوا                                                      | ویلیام جیوک                                          | والتر رودلف هس آنتونیو اگاس مونیس                             | ویلیام فاکنر                       | جان بوید اور                                                      | —                                                  |
| ۱۹۵۰ | سیسل فرانک پاول                                                   | اوتو دایلز کورت آلدر                                 | فیلیپ هنچ ادوارد کالوین کندال تادئوس رایش‌اشتین                | برتراند راسل                       | رالف بانچ                                                         | —                                                  |
| ۱۹۵۱ | جان داگلاس کاکرافت ارنست والتون                                   | ادوین مک‌میلان گلن سیبورگ                             | مکس ثایلر                                                     | پر لاگرکویست                       | لئون ژوهو                                                         | —                                                  |
| ۱۹۵۲ | فلیکس بلوخ ادوارد میلز پورسل                                      | آرچر جان پرتر مارتین ریچارد لاورنس ساینگ             | سلمان واکسمن                                                  | فرانسوا موریاک                     | آلبرت شوایتزر                                                     | —                                                  |
| ۱۹۵۳ | فریتز زرنیکه                                                      | هرمان استاودینگر                                     | هانس آدولف کربس فریتس آلبرت لیپمان                            | وینستون چرچیل                      | جرج مارشال                                                        | —                                                  |
| ۱۹۵۴ | ماکس برن والتر بوث                                                | لینوس پاولینگ                                        | جان اندرز فردریک چپمن رابینز تامس هاکل ولر                    | ارنست همینگوی                      | کمیساریای عالی سازمان ملل متحد برای پناهندگان                     | —                                                  |
| ۱۹۵۵ | ویلیس اوژن لمب پولیکارپ کوش                                       | وینسنت دو وینیو                                      | هیوگو ثیورل                                                   | هالدور لاکسنس                      |                                                                   | —                                                  |
| ۱۹۵۶ | جان باردین والتر هاوسر براتین ویلیام شاکلی                        | سر سایریل هینشلوود نیکولای سمیونوف                   | آندره فردریک کورنان ورنر فورسمان دیکینسن دبلیو. ریچاردز       | خوآن رامون خیمنس                   |                                                                   | —                                                  |
| ۱۹۵۷ | چن نینگ یانگ تسونگ-دائو لی                                        | لرد تاد                                              | دانیل باوت                                                    | آلبر کامو                          | لستر بولز پیرسون                                                  | —                                                  |
| ۱۹۵۸ | پاول چرنکوف لیا فرانک ایگور یوگنیویچ تام                          | فردریک سنگر                                          | جرج بیدل ادوارد لوری تاتوم جاشوآ لدربرگ                       | باریس پاسترناک                     | دومینیک پیر                                                       | —                                                  |
| ۱۹۵۹ | امیلیو سگره اوون چمبرلین                                          | یاروسلاو هیروفسکی                                    | آرتور کورنبرگ سورو اوچوآ                                      | سالواتوره کوآزیمودو                | فیلیپ بیکر                                                        | —                                                  |
| ۱۹۶۰ | دونالد آرتور گلایزر                                               | ویلارد لیبای                                         | فرانک مک‌فارلن بارنت پیتر مداوار                               | سن-ژان پرس                         | آلبرت لوتولی                                                      | —                                                  |
| ۱۹۶۱ | رابرت هافستاتر رودولف لودویگ موسباور                              | ملوین کالوین                                         | گئورگ فون بیکیشی                                              | ایوو آندریچ                        | داگ همرشولد                                                       | —                                                  |
| ۱۹۶۲ | لو لانداو                                                         | ماکس پروتس جان کندرو                                 | فرانسیس کریک جیمز واتسون موریس ویلکینز                        | جان استاین‌بک                       | لینوس پاولینگ                                                     | —                                                  |
| ۱۹۶۳ | یوجین ویگنر ماریا ژئوپرت مایر جی. هانس دی. جنسن                   | کارل زیگلر جولیو ناتا                                | جان اکلس الن هاجکین اندرو هاکسلی                              | گیورگوس سفریس                      | کمیته بین‌المللی صلیب سرخ فدراسیون بین‌المللی صلیب سرخ و هلال احمر  | —                                                  |
| ۱۹۶۴ | چارلز هارد تاونز نیکولای باسوف الکساندر میخایلوویچ پروخورف        | دوروتی هاجکین                                        | کنراد امیل بلوخ فئودور فلیکس کنراد لینن                       | ژان-پل سارتر                       | مارتین لوتر کینگ جونیور                                           | —                                                  |
| ۱۹۶۵ | سین‌ایترو تومونوجا جولیان شوینگر ریچارد فاینمن                     | رابرت وودوارد                                        | فرانسوا ژاکوب آندره لووف ژاک مونو                             | میخائیل شولوخف                     | یونیسف                                                            | —                                                  |
| ۱۹۶۶ | آلفرد کاستلر                                                      | روبرت اس مالیکن                                      | فرانسیس پیتون راوس چارلز برنتون هاگینز                        | شموئل یوسف آگنون نلی زاکس          |                                                                   | —                                                  |
| ۱۹۶۷ | هانس بیته                                                         | مانفرد آیگن رونالد نوریش جرج پرتر                    | راگنار گرانیت هالدن کفر هارتلین جرج والد                      | میگل آنخل آستوریاس                 |                                                                   | —                                                  |
| ۱۹۶۸ | لوئیس والتر آلوارز                                                | لارس اونزاگر                                         | رابرت دبلیو. هالی هار گوبیند کورانا مارشال وارن نایرنبرگ      | یاسوناری کاواباتا                  | رنه کسن                                                           | —                                                  |
| ۱۹۶۹ | ماری گل-من                                                        | درک بارتون آد هسل                                    | مکس دلبروک آلفرد هرشی سالوادور لوریا                          | ساموئل بکت                         | سازمان بین‌المللی کار                                              | راگنار فریش یان تینبرگن                            |
| ۱۹۷۰ | هانس اولوف گوستا آلفون لوئی نل                                    | لوییز اف لیلویر                                      | جولیوس اکسلراد اولف فون اویلر برنارد کتس                      | آلکساندر سولژنیتسین                | نورمن بورلاگ                                                      | پل ساموئلسون                                       |
| ۱۹۷۱ | دنیس گابور                                                        | گرهارد هرتسبرگ                                       | ارل ویلبر سادرلند، جونیور                                     | پابلو نرودا                        | ویلی برانت                                                        | سیمون کوزنتس                                       |
| ۱۹۷۲ | جان باردین لئون نیل کوپر جان رابرت شریفر                          | کریستین آنفینزن استنفورد مور ویلیام اشتین            | جرالد ادلمن رادنی رابرت پورتر                                 | هاینریش بل                         |                                                                   | جان هیکس کنت ارو                                   |
| ۱۹۷۳ | لئو ایساکی ایوار یور بریان دیوید جوزفسون                          | ارنست فیشر جفری ویلکینسون                            | کارل فون فریش کنراد لورنتس نیکلاس تینبرگن                     | پاتریک وایت                        | هنری کیسینجر له دوک تو                                            | واسیلی لئونتیف                                     |
| ۱۹۷۴ | مارتین رایل آنتونی هویش                                           | پل فلوری                                             | آلبر کلود کریستین دو دوو جرج امیل پالاده                      | ایویند جانسون هاری مارتینسون       | شان مک‌براید ایساکو ساتو                                           | گونار میردال فریدریش آوگوست فون هایک               |
| ۱۹۷۵ | آگه بور بن روی ماتلسن لئو جیمز رینواتر                            | جان کارنفورت ولادیمیر پریلاگ                         | دیوید بالتیمور رناتو دولبکو هاوارد مارتین تمین                | یوجنیو مونتاله                     | آندره ساخاروف                                                     | لئونید کانتوروویچ تیالینگ کوپمانس                  |
| ۱۹۷۶ | برتون ریکتر ساموئل چائو چونگ تینگ                                 | ویلیام لیپسکام                                       | باروخ ساموئل بلومبرگ دانیل کارلتون گایداشک                    | سال بلو                            | بتی ویلیامز مایرید ماگوایر                                        | میلتون فریدمن                                      |
| ۱۹۷۷ | فیلیپ وارن اندرسن نویل فرانسیس مات جان هاسبروک وان ولک            | ایلیا پریگوژین                                       | روژه گیمن اندرو شالی روزالین سوسمن یالو                       | ویسنته آله‌ایخاندره                 | عفو بین‌الملل                                                      | برتیل اوهلین جیمز مید                              |
| ۱۹۷۸ | پیوتر کاپیتسا آرنو آلان پنزیاس رابرت وودرو ویلسون                 | پیتر دی میچل                                         | ورنر آربر دنیل ناتانس همیلتون او. اسمیت                       | ایزاک بشویس سینگر                  | انور سادات مناخم بگین                                             | هربرت الکساندر سایمون                              |
| ۱۹۷۹ | شلدون لی گلاشو عبدالسلام استیون واینبرگ                           | هربرت براون گئورگ ویتیگ                              | آلن کورماک گادفری هانسفیلد                                    | اودیسیاس الیتیس                    | مادر ترزا                                                         | تئودور شولتز آرتور لوئیس                           |
| ۱۹۸۰ | جیمز کرونین وال لوگسدون فیچ                                       | پل برگ والتر گیلبرت فردریک سنگر                      | باروخ بن الصراف ژان دوسه جرج دیویس سنل                        | چسواو میوُش                         | آدولفو اسکیبل                                                     | لارنس کلاین                                        |
| ۱۹۸۱ | نیکولاس بلومبرگر آرتور لئونارد شالو کای سیگبان                    | کنیچی فوکویی رولد هافمن                              | راجر ولکات اسپری دیوید اچ. هیوبل تورشتن ویسل                  | الیاس کانتی                        | کمیساریای عالی سازمان ملل متحد برای پناهندگان                     | جیمز توبین                                         |
| ۱۹۸۲ | کنت ویلسن                                                         | ارون کلوگ                                            | سونه بریسترم بنگت ساموئلسون جان وین                           | گابریل گارسیا مارکز                | آلوا میردال آلفونسو گارسیا روبلس                                  | جرج استیگلر                                        |
| ۱۹۸۳ | سوبرامانیان چاندراسخار ویلیام آلفرد فاولر                         | هنری تاب                                             | باربارا مک‌کلینتاک                                             | ویلیام گلدینگ                      | لخ والسا                                                          | ژرار دوبرو                                         |
| ۱۹۸۴ | کارلو روبیا سیمون ون درمیر                                        | رابرت مریفیلد                                        | نیل کای یرنه ژرژ جی.اف. کوهلر سزار میلستین                    | یاروسلاو سایفرت                    | دزموند توتو                                                       | ریچارد استون                                       |
| ۱۹۸۵ | کلاوس فون کلیتسینگ                                                | هربرت هاپتمن جروم کارل                               | مایکل اس. براون جوزف ال. گلدستین                              | کلود سیمون                         | سازمان بین‌المللی پزشکان برای جلوگیری از جنگ هسته‌ای                | فرانکو مودیلیانی                                   |
| ۱۹۸۶ | ارنست روسکا گرد بینینگ هاینریش روهرر                              | دادلی هرشباخ یوان لی چارلز پولانی                    | استنلی کوهن ریتا لوی مونتالچینی                               | وله سوینکا                         | الی ویزل                                                          | جیمز مک‌گیل بیوکنن                                  |
| ۱۹۸۷ | یوهانس گئورگ بدنورتس کارل الکساندر مولر                           | دونالد کرام ژان-ماری لن چارلز پدرسون                 | سوسومو تونگاوا                                                | جوزف برودسکی                       | اسکار آریاس                                                       | رابرت سولو                                         |
| ۱۹۸۸ | لئون لدرمن ملوین شوارتز جک اشتینبرگر                              | یوهان دایزنهوفر رابرت هابر هارتموت میشل              | جیمز بلک گرترود بی. الیون جرج اچ. هیچینگز                     | نجیب محفوظ                         | عملیات حفظ صلح سازمان ملل متحد                                    | موریس اله                                          |
| ۱۹۸۹ | نورمن فاستر رمزی هانس جرج دهملت ولفگانگ پل                        | سیدنی آلتمن توماس چک                                 | جی. مایکل بیشاپ هارولد وارموس                                 | کامیلو خوزه سلا                    | چهاردهمین دالایی لاما                                             | تریگوه هاولمو                                      |
| ۱۹۹۰ | جروم ایزاک فریدمان هنری وی کندال ریچارد ادوارد تیلور              | الیاس کوری                                           | جوزف موری ادوارد دونال توماس                                  | اکتاویو پاز                        | میخائیل گورباچف                                                   | هری مارکوویتز مرتون میلر ویلیام شارپ               |
| ۱۹۹۱ | پیر-ژیل دو ژن                                                     | ریچارد ارنست                                         | اروین نییر برت ساکمن                                          | نادین گوردیمر                      | آنگ سان سو چی                                                     | رونالد کوس                                         |
| ۱۹۹۲ | جورج چرپک                                                         | رادولف مارکوس                                        | ادموند اچ. فیشر ادوین جی. کربس                                | درک والکوت                         | ریگوبرتا منچو                                                     | گری بکر                                            |
| ۱۹۹۳ | راسل هالس جوزف تیلور                                              | کری مالیس مایکل اسمیت                                | ریچارد رابرتس فیلیپ آلن شارپ                                  | تونی موریسون                       | نلسون ماندلا اف. دبلیو. کلرک                                      | رابرت فوگل داگلاس نورت                             |
| ۱۹۹۴ | برترام برکهاوس کلیفورد گلنوود شال                                 | جرج اولاه                                            | آلفرد جی. گیلمان مارتین رادبل                                 | کنزابورو اوئه                      | یاسر عرفات شیمون پرز اسحاق رابین                                  | جان هارسانی جان فوربز نش راینهارد سیلتن            |
| ۱۹۹۵ | مارتین لویز پرل فردریک رینز                                       | پاول کروتزن ماریو مولینا فرانک رولند                 | ادوارد بی. لوئیس کریستیانه نوسلاین-فولهارت اریک فرانسیس ویشوس | شیموس هینی                         | ژوزف روتبلات کنفرانس پاگواش در امور علمی و جهانی                  | روبرت امرسون لوکاس                                 |
| ۱۹۹۶ | دیوید موریس لی داگلاس اوشروف رابرت کلمن ریچاردسون                 | رابرت کرل هارولد کروتو ریچارد اسمالی                 | پیتر سی. دوهرتی رلف مارتین تسینکرناگل                         | ویسواوا شیمبورسکا                  | کارلوس فیلیپه زمینس بلو خوزه راموس                                | جیمز میرلس ویلیام ویکری                            |
| ۱۹۹۷ | استیون چو کلود کوهن تانوژی ویلیام دانیل فیلیپ                     | پل بویر جان ای. واکر ینس اسکو                        | استنلی پریسینر                                                | داریو فو                           | کارزار جهانی علیه مین‌های زمینی جودی ویلیامز                       | روبرت مرتون مایرون شولز                            |
| ۱۹۹۸ | رابرت لافلین هورست لودویگ اشتورمر دانیل چی تسوئی                  | والتر کوهن جان پاپل                                  | رابرت فرانسیس فوچگات لوئیز ایگنارو فرید مراد                  | ژوزه ساراماگو                      | جان هیوم دیوید تریمبل                                             | آمارتیا سن                                         |
| ۱۹۹۹ | خرارد توفت مارتینیوس ولتمن                                        | احمد حسن زویل                                        | گونتر بلوبل                                                   | گونتر گراس                         | پزشکان بدون مرز                                                   | رابرت ماندل                                        |
| ۲۰۰۰ | ژورس آلفروف هربرت کرومر جک کیلبی                                  | آلن هیگر آلن مک‌دایارمید هیدکی شیریکاوا               | آروید کارلسون پال گرینگارد اریک کندل                          | گائو شینگجیان                      | کیم دای جونگ                                                      | جیمز ژوزف هکمن دانیل مکفادین                       |
| ۲۰۰۱ | اریک آلن کرنل ولفانگ کترله کارل ادوین ویمن                        | ویلیام نولز ریوجی نویوری کارل شارپلس                 | لیلند هارتول تیم هانت پائول نرس                               | وی. اس. نایپل                      | سازمان ملل متحد کوفی عنان                                         | جرج اکرلوف مایکل اسپنس جوزف استیگلیتز              |
| ۲۰۰۲ | ریموند دیویس جونیور ماساتوشی کوشیبا ریکاردو جیاکونی               | جان فن کویچی تاناکا کورت ووتریش                      | سیدنی برنر رابرت هرویتس جان سالستن                            | ایمره کرتس                         | جیمی کارتر                                                        | دنیل کانمن ورنون اسمیت                             |
| ۲۰۰۳ | آلکسی آلکسیویچ آبریکوسوف ویتالی لازاریویچ گینزبرگ آنتونی جیمز لگت | پیتر آگره رودریک مک‌کینون                             | پال لاتربور پیتر منسفیلد                                      | جان ماکسول کوتسی                   | شیرین عبادی                                                       | رابرت انگل کلایو گرینجر                            |
| ۲۰۰۴ | دیوید گراس دیوید پولیتزر فرانک ویلچک                              | هارون تسیخانوور افرام هرشکو اروین روز                | ریچارد اکسل لیندا باک                                         | الفریده یلینک                      | وانگاری ماآتای                                                    | فین کیدلند ادوارد پرسکات                           |
| ۲۰۰۵ | روی جی. گلوبر جان هال تئودور هانش                                 | ایو چاوین رابرت گرابز ریچارد شراک                    | بری مارشال رابین وارن                                         | هارولد پینتر                       | آژانس بین‌المللی انرژی اتمی محمد البرادعی                          | روبرت اومان توماس شلینگ                            |
| ۲۰۰۶ | جان ماتر جرج اسموت                                                | راجر کورنبرگ                                         | اندرو فایر کریگ ملو                                           | اورهان پاموک                       | محمد یونس گرامین بانک                                             | ادموند فلپس                                        |
| ۲۰۰۷ | آلبر فر پتر گرونبرگ                                               | گرهارت ارتل                                          | ماریو کاپکی مارتین اونز الیور اسمیتیز                         | دوریس لسینگ                        | هیئت بین‌دولتی تغییر اقلیم ال گور                                  | لئونید هورویچ اریک ماسکین راجر میرسون              |
| ۲۰۰۸ | یوایچیرو نامبو ماکوتو کوبایاشی شیهید ماسکاوا                      | اسامو شیمومورا مارتین کلایف راجر تسین                | هارالد تسور هاوزن فرانسواز باره سینوسی لوک مونتانیه           | ژان ماری گوستاو لوکلزیو            | مارتی آهتیساری                                                    | پل کروگمن                                          |
| ۲۰۰۹ | چارلز کائو ویلارد بویل جرج ئی. اسمیت                              | ونکاترامان راماکریشنان توماس استیتز عادا یونات       | الیزابت بلک‌برن کارول گریدر جک ژوستاک                          | هرتا مولر                          | باراک اوباما                                                      | الینور اوستروم الیور ئی. ویلیامسون                 |
| ۲۰۱۰ | آندره گایم کنستانتین نووسلف                                       | ریچارد اف. هک ای ایچی نگیشی آکیرا سوزوکی             | رابرت ادواردز                                                 | ماریو بارگاس یوسا                  | لیو شیائوبو                                                       | پیتر دیاموند دیل تی. مورتنسن کریستوفر ای پیساریدیس |
| ۲۰۱۱ | سال پرلموتر آدم ریس برایان اشمیت                                  | دن شختمن                                             | بروس بویتلر ژول ای. هافمن رالف استاینمن                       | توماس ترانسترومر                   | الن جانسون سیرلیف لیما گبوی توکل کرمان                            | توماس جی. سارجنت کریستوفر ای. سیمز                 |
| ۲۰۱۲ | سرژ هاروش دیوید جی. واینلند                                       | برایان کبیلکا رابرت لفکوویتس                         | جان گوردون شنایا یاماناکا                                     | مو یان                             | اتحادیه اروپا                                                     | الوین رات لوید شپلی                                |
| ۲۰۱۳ | فرانسوا انگلرت پیتر هیگز                                          | مارتین کارپلوس مایکل لویت آریه وارشل                 | جیمز روثمن رندی شکمن توماس زودهوف                             | آلیس مونرو                         | سازمان منع سلاح‌های شیمیایی                                        | یوجین فاما لارس پیتر هانسن رابرت جی. شیلر          |
| ۲۰۱۴ | ایسامو آکاساکی هیروشی آمانو شوجی ناکامورا                         | اریک بتزیگ اشتفان هل ویلیام اسکو مورنر               | جان اوکیف می-بریت موزر ادوارد موزر                            | پاتریک مودیانو                     | ملاله یوسف‌زی کایلاش ساتیارتی                                      | ژان تیرول                                          |
| ۲۰۱۵ | تاکاکی کاجیتا آرتور بی مک‌دانلد                                    | عزیز سنجر توماس لیندال پال مودریچ                    | ویلیام کمپبل ساتوشی آمورا یویو تو                             | سوتلانا الکسیویچ                   | هیئت چهارگانه گفتگوی ملی تونس                                     | انگس دیتون                                         |
| ۲۰۱۶ | دیوید جی تاولس دانکن هالدین جان مایکل کوسترلیتز                   | ژان-پیر سوواژ فراسر استودارت برنارد فرینگا           | یوشینوری اسومی                                                | باب دیلن                           | خوان مانوئل سانتوس                                                | اولیور هارت بنیت هولمستروم                         |
| ۲۰۱۷ | راینر وایس کیپ تورن بری بریش                                      | ژاک دوبوشه یوآخیم فرانک ریچارد هندرسون               | جفری هال مایکل روزبش مایکل یانگ                               | کازوئو ایشی‌گورو                    | کارزار بین‌المللی برای نابودی سلاح‌های هسته‌ای                       | ریچارد تیلر                                        |
| ۲۰۱۸ | آرتور اشکین ژرار مورو دانا استریکلند                              | فرانسیس آرنولد جرج پی. اسمیت گرگ وینتر               | جیمز پی. الیسن تاسوکو هونجو                                   | اولگا توکارچوک                     | نادیا مراد دنیس موک‌وگه                                            | ویلیام نوردهاس پال رومر                            |
| ۲۰۱۹ | جیم پیبلس میشل مایور دیدیه کلاز                                   | جان بی. گوداناف ام. استنلی ویتینگهام آکیرا یوشینو    | ویلیام کیلین جونیور پیتر جی. ردکلیف گرگ ال. سیمنزا            | پیتر هانتکه                        | آبی احمد                                                          | آبیجیت بنرجی استر دوفلو میشائیل کرمر               |
| ۲۰۲۰ | راجر پنروز راینهارد گنتزل آندره‌آ ام. گز                           | امانوئل شَرپانتیه جنیفر دودنا                         | هاروی آلتر چارلز رایس مایکل هوتون                             | لوئیز گلوک                         | برنامه جهانی غذا                                                  | پل میلگروم رابرت بی. ویلسون                        |
| ۲۰۲۱ | جورجو پاریسی کلاوس هسلمن سیوکورو مانابه                           | بنجامین لیست دیوید مک‌میلان                           | دیوید جولیوس آردم پاتاپوتیان                                  | عبدالرزاق قورنه                    | ماریا رسا دمیتری موراتوف                                          | دیوید کارد جاشوا آنگریست گیدو ایمبنس               |
| ۲۰۲۲ | الن اسپه جان کلاوسر آنتون زیلینگر                                 | کارولین برتوزی مورتن ملدال کارل شارپلس               | سوانته پبو                                                    | آنی ارنو                           | آلس بیالیاتسکی مموریال مرکز آزادی‌های مدنی                         | بن برننکی داگلاس دایاموند فیلیپ دیبویگ             |
| ۲۰۲۳ | پیر آگوستینی فرنتس کراوس آن لوییلیه                               | منجی الباوندی لوئیس ئی. بروس الکسی اکیموف            | کاتالین کاریکو درو وایسمن                                     | یون فوسه                           | نرگس محمدی                                                        | کلودیا گلدن                                        |
| ۲۰۲۴ | جفری هینتون جان هاپفیلد                                           | دیوید بیکر دمیس هاسابیس جان ام. جامپر                | ویکتور آمبروس گری راوکان                                      | هان کانگ                           | کنفدراسیون سازمان‌های ژاپن برای آسیب‌دیده‌های بمب‌های اتمی و هیدروژنی | دارون عجم‌اوغلو جیمز ای رابینسون سایمون جانسون      |
| سال  | فیزیک                                                             | شیمی                                                 | فیزیولوژی یا پزشکی                                            | ادبیات                             | صلح                                                               | اقتصاد                                             |

- کلید

## یادداشت
1. 1 2 3  در سال ۱۹۳۸ و ۱۹۳۹، دولت آلمان نازی ضمن تحریم جایزهٔ نوبل به سه برندهٔ آلمانی اجازه نداد که جوایز نوبل خود را بپذیرند. آنها بعداً اجازه یافتند که دیپلم افتخار و مدال جایزه (اما نه پول) خود را دریافت کنند.
2. ↑   پس از ترور مهاتما گاندی در سال ۱۹۴۸، کمیتهٔ نوبل در نظر گرفت که جایزه را پس از مرگش به او اهدا کند، اما در ادامه تغییر نظر داد و با توضیح نبود هیچ فرد زندهٔ شایسته‌ای برای دریافت این جایزه، از دادنش در آن سال اجتناب ورزید.
3. ↑  در سال۱۹۵۸، باریس پاسترناک شاعر و نویسندهٔ روس، تحت فشار دولت اتحاد جماهیر شوروی، مجبور شد جایزه نوبل ادبیات را نپذیرد.
4. ↑  در سال۱۹۶۴، ژان-پل سارتر از پذیرفتن جایزهٔ نوبل ادبیات امتناع ورزید، زیرا او نمی‌خواست نامش با سازمانی مرتبط گشته و از تمام افتخارات رسمی خودداری می‌کرد.
5. ↑  در سال۱۹۷۳، له دوک تو انقلابی ویتنامی جایزهٔ نوبل صلح را نپذیرفت. دلیل وی این بود که علیرغم آنکه او در توافقنامه صلح پاریس (آتش‌بس در جنگ ویتنام) نقش‌داشته، اما صلح واقعی حاصل نگردید؛ لذا او شایستگی دریافت آن جایزه را ندارد.
6. ↑  در سال ۲۰۱۰، لیو شیائوبو نتوانست جایزه صلح نوبل را دریافت کند زیرا وی توسط مقامات چینی به ۱۱ سال حبس محکوم گردید.
7. ↑  جایزه نوبل ادبیات ۲۰۱۸، به خاطر رسوایی جنسی در آن سال اهدا نشد و به همین خاطر تصمیم گرفته شد در سال ۲۰۱۹  به جای یک نفر به دو نفر نوبل ادبیات اهدا شود و اولگا توکارچوک،  برندۀ نوبل ادبیات سال ۲۰۱۸ محسوب گردد.